# دانشگاه هال
دانشگاه هال (به انگلیسی: University of Hull) واقع در شهر کینگستن هال انگلیس، دانشگاهی عمومی است که در سال ۱۹۲۷ میلادی تأسیس شده‌است.
پردیس اصلی دانشگاه در شهر هال، و پردیس شماره ۲ در شهر اسکاربرو، یورک‌شر شمالی قرار دارد. این دانشگاه دارای بیش از ۲۲ هزار دانشجو و حدود ۱۰۰۰ عضو هیئت علمی است.
این دانشگاه به‌خصوص در زمینه‌های سیاست، روزنامه‌نگاری و درام، فارغ‌التحصیلان برجسته‌ای را معرفی کرده‌است.